# 2024年9月當勞·特朗普遇刺案
2024年9月15日，美国特勤局特工在佛羅里達州西棕櫚灘的特朗普國際高爾夫球俱樂部發現一名男子瑞恩·韋斯利·勞斯手持SKS半自動步槍藏身於灌木叢，促使特工對其開槍，而勞斯逃離現場，後來被捕。事發時，美國前總統當勞·特朗普正在俱樂部打高爾夫球，官員懷疑勞斯試圖行刺特朗普。之後聯邦調查局將此事件視為一宗企圖暗殺案進行調查。

## 背景
特朗普國際高爾夫球俱樂部被認為是前總統當勞·特朗普可能遭受企圖暗殺的潛在目標之一。這宗事件與上一宗刺殺未遂案距離64天，當時特朗普在賓夕法尼亞州巴特勒的競選集會上被射中右耳。

## 事件
該事件發生於美國東岸時間下午1:30分，當時特朗普正在俱樂部的5號和6號洞之間與好友兼捐助者史蒂夫·维特科夫一起打高爾夫球。特勤局特工發現一名男子在高爾夫球場上瞄準步槍。這名男子躲在距離特朗普約400到500碼的灌木叢中。特工隨即對該男子開槍，該男子放下武器後逃離現場，並登上一輛車。尚不清楚該男子是否向特工開槍。一名目擊者看到疑犯進入車內，並拍攝車輛照片，協助當局追蹤。事件發生後，俱樂部的高爾夫球場迅速封鎖。沒有傷亡報告。
現場發現了一把裝有瞄準鏡的SKS半自動步槍（一度被誤傳為AK-47步槍）、兩個背包和一台GoPro攝影機。

## 疑犯
事件發生後不久，當局確認疑犯為58歲的夏威夷州卡阿瓦居民瑞恩·韋斯利·勞斯，他大部分時間都居住在北卡羅來納州格林斯伯勒。勞斯與兒子在夏威夷經營一家棚屋建造公司。勞斯以往有參與政治活動，無論在線上或線下。他曾在Signal上撰寫關於俄羅斯入侵烏克蘭的文章，稱「平民必須改變這場戰爭，並防止未來戰爭」。此外，他也在Twitter上表示自己在2016年支持特朗普，並讚揚民主黨總統候選人拜登和賀錦麗，還曾邀請朝鮮領袖金正恩到夏威夷度假，並自稱是「聯絡人」。自2019年以來，勞斯向民主黨捐贈140美元，並在北卡羅來納州註冊為無黨派選民。
勞斯曾在他的多個社交媒體帳號上，以及在2022年接受《紐約時報》和《羅馬尼亞新聞週刊》採訪時，聲稱自己曾試圖為烏克蘭招募士兵，以協助對抗俄羅斯的入侵。他還聲稱曾親自參加烏克蘭的戰鬥。勞斯在2022年於基輔接受一名羅馬尼亞記者採訪時表示，他在俄羅斯全面入侵後幾個月飛往烏克蘭加入軍隊，但由於他已年過五旬且沒有軍事經驗，未能成為「理想的士兵」。後來在2022年的另一場採訪中，勞斯表示，在被拒服兵役後，他轉而為烏克蘭軍隊招募志願士兵。他還曾對《Semafor》雜誌抱怨烏克蘭對接納外國戰士的重重限制，指出「烏克蘭往往難以合作，他們害怕任何人可能是俄羅斯間諜」。

## 調查
根據棕櫚灘縣治安官辦公室的消息，一名疑犯在駕駛途中被拘捕。當時他正沿95號州際公路從棕櫚灘縣朝北駛向馬丁縣。警方為避免發生高速公路追逐戰，故選擇「等待一段時間」後才攔截該車輛。最終，警方包圍車輛，將其逼下路面，並用槍將疑犯從車內帶出。被逮捕時，該男子並未持有武器。
美國特勤局、聯邦調查局和棕櫚灘縣治安官辦公室聯手調查這宗槍擊案。聯邦調查局正將此事件視為一宗企圖行刺案。儘管疑犯的具體意圖尚未明確，當局相信他在試圖行刺特朗普。

## 反應
美國總統拜登和副總統賀錦麗（特朗普在2024年美國總統選舉中的競爭對手）已經接到相關事件的簡報。白宮在聲明中表示：「總統和副總統已經獲悉特朗普國際高爾夫球場發生的安全事件，當時前總統特朗普正在打高爾夫球。他們對他的平安無恙感到寬慰。」賀錦麗在聲明表示：「我已經獲悉在佛羅里達州特朗普前總統及其佛州房產附近發生的槍擊案報告，並對他平安無恙感到寬慰。暴力在美國沒有立足之地。」
遇刺案後不久，X公司主席伊隆·馬斯克在其社交平台轉發並引用了一則問到「Why they want to kill Donald Trump?」（為什麼他們想殺死當勞·特朗普？）的帖子，他回應說「根本沒有人試圖暗殺拜登／賀錦麗」。由此馬斯克隨即受到輿論的譴責，儘管他起初為自己的言辭進行辯護，但不久後就刪除了那條引發爭議的推文，並在隔天解釋稱他的言論本來是個玩笑。白宮發表聲明批評馬斯克的言論「極不負責任」，並強調「暴力只能受到譴責，絕不應鼓勵或開玩笑」。